# Роллан-де-Вилларг, Жан Жозеф Франсуа
Жан Жозеф Франсуа Роллан-де-Вилларг (фр. Jean Joseph François Rolland de Villargues; 23 ноября 1787 года, Бомон-сюр-Уаз — 19 марта 1856 года, Париж) — французский юрист, судебный деятель и правовед.
Начав карьеру в качестве нотариуса в Париже, Роллан-де-Вилларг уже в возрасте девятнадцати лет опубликовал брошюру «Дух нотариата» (Esprit du notariat), которая содержала слишком либеральные для того времени идеи, ввиду чего, из-за заявленного нотариальной палатой протеста, автор впоследствии был вынужден заявить об отказе от своего труда. В 1810 году Роллан-де-Вилларг основывает «Нотариальный журнал» (Journal des notaires).
В дальнейшем Роллан-де-Вилларг служит по судебной части: в 1816 году его назначают помощником судьи трибунала первой инстанции в Мелёне, а в 1819 году — судьёй того же суда. С 1820 по 1831 гг. Роллан-де-Вилларт работает в трибунале первой инстанции департамента Сены: заместителем судьи, заместителем следственного судьи, судьёй, следственным судьёй, затем снова судьёй. В 1831 году Роллан-де-Вилларг становится советником апелляционного суда в Париже, в данной должности пребывает до своей смерти.
Роллан-де-Вилларг получил известность благодаря трудам в области гражданского права и нотариальной деятельности. В частности, известны его трактаты о правовом положении внебрачных детей по Кодексу Наполеона (Traité des enfants naturels d’après les principes du code Napoléon et ceux de l’ancienne et de la nouvelle jurisprudence), о недопустимой субституции (Traité des substitutions prohibées par le code civil), а также многотомные справочные пособия для нотариусов «Répertoire de la jurisprudence du notariat» (1827—1831), «Dictionnaire du notariat» (1821—1823). Его перу принадлежит также «Нотариальный кодекс» (Code du notariat, 1836). Известна и работа юриста в области уголовного права (Codes criminels interprétés par la jurisprudence de doctrine).
Роллан-де-Вилларт в 1840 году стал кавалером Ордена Почётного легиона.
Был женат на Женевьеве, в девичестве Буше (Geneviève Boucher; 1787-?). От этого брака сын — Жан Жозеф Роллан-де-Вилларг (Jean Joseph Rolland de Villargues; 1810—1880), также служивший судьёй.